# رانجي موراتا
رانجي موراتا ( (村田 蓮爾 Murata Renji، ولد في 8 أكتوبر 1968 من أوساكا) هو فنان ياباني ومصمم يعرف بأسلوب فريد من نوعه يجمع بين عناصر فن ديكو وأنمي اليابانية. هو أفضل شخص معروف التصميم عمل المفاهيمي على سلسلة أنمي لاست إكسايل و Blue Submarine No. 6.
بدأ حياته المهنية في أوائل التسعينيات بأعمال التصميم لألعاب الفيديو، بما في ذلك قيامه بتصاميم 2003 في  بلاي ستيشن 2 بلعبة تجسس الخيال.
 نشر أكثر من عشرة كتب من عمله،  من أبرزها  rule and futurhythm. هو صُوت «أفضل فنان العام» 2006 في جائزة Seiun الجائزة.

## أعماله

### أنمي
- The Animatrix (The Second Renaissance)
- Blue Submarine No. 6[2]
- Last Exile
- Mardock Scramble (OVA version, cancelled)
- SoltyRei (Rose Anderson's bike design only)
- Table and Fisherman
- Shangri-La
- Last Exile -Fam, The Silver Wing-
- ID-0

### ألعاب الفيديو
- سلسلة باور إنستنك (Goketsuji Ichizoku in Japan)
- Spy Fiction
- Wachenröder
- Taisen Hot Gimmick

### الأعمال المطبوعة
- هجوم العمالقة: سيدة المدينة القاسية (art)[3]
- Artbooks
  - Like a Balance Life
  - futurhythm
  - Form|Code
  - robot
- Doujinshi
  - Racten
  - Throw Line

### أعمال أخرى
Murata has been designing figures based on his printed art since at least 2007. These figures appear to be substantial (although small, that is less than 6x6x6 inches) works of art.
- Figures and sculpture
  - PSE Pro series figures 1/10 scale
  - PSE Solid series small figures in sets of 6 (usually)
  - Pinky street collaborations
- Wall hangings
  - "Silk screen on silk 28x44 inches"

## وصلات خارجية
- PSE ويب – الموقع الرسمي مجموعة موراتا
- رانجي موراتا على موقع IMDb (الإنجليزية)
- رانجي موراتا على موقع ميوزك برينز (الإنجليزية)
- رانجي موراتا على موقع قاعدة بيانات الفيلم (الإنجليزية)
- رانجي موراتا على موقع ANN person (الإنجليزية)
- مجموعة موراتا تموز / يوليه 2005 مقابلة في ي LHLS
- تأثيري مختبر مقابلة مع مجموعة موراتا في معرض صور رمزية 2004